# Сельское поселение Сибирское (Вологодская область)
Сельское поселение Сибирское — упразднённое сельское поселение в составе Верховажского района Вологодской области.
Центр — деревня Елисеевская.
Образовано 1 января 2006 года в соответствии с Федеральным законом № 131 «Об общих принципах организации местного самоуправления в Российской Федерации».
В состав сельского поселения вошёл Сибирский сельсовет.
Законом Вологодской области от 10 апреля 2017 года № 4127-ОЗ, были преобразованы, путём их объединения, сельские поселения Коленгское и Сибирское в сельское поселение Коленгское с административным центром в деревне Ногинской.
По данным переписи 2010 года население — 493 человека.

## География
Сибирское сельское поселение расположено на юго-востоке района, в 51 км от районного центра. Граничит:
- на западе с Чушевицким и Нижне-Важским сельскими поселениями,
- на севере с Нижнекулойским и Коленгским сельскими поселениями,
- на востоке с Тарногским районом,
- на юге с Тотемским районом.

## Экономика
На территории поселения расположено: 2 сельскохозяйственных предприятия, 3 отделения связи, 3 школы, 3 библиотеки, 3 ФАПа, магазины. В посёлке Рогна ведётся лесозаготовка и работает хлебопекарня.
В Осташевской действуют музей «Русская изба» и часовня. На территории сельского поселения расположен дендропарк, в котором высажены 2000 экземпляров культурных растений, деревьев, кустарников.

## Населённые пункты
В 1999 году был утверждён список населённых пунктов Вологодской области. С тех пор состав Сибирского сельсовета не изменялся.
В состав сельского поселения входят 24 населённых пункта, в том числе
1 посёлок и
23 деревни, из них 8 нежилых.
| Населённый пункт      | ОКАТО          | Рег. номер | Расстояние до районного центра, км | Расстояние до центра поселения, км | Индекс | Координаты                      |
| --------------------- | -------------- | ---------- | ---------------------------------- | ---------------------------------- | ------ | ------------------------------- |
| деревня Аксеновская   | 19 216 836 002 | 1489       | 42                                 | 11                                 | 162325 | 60°37′36″ с. ш. 42°42′41″ в. д. |
| деревня Анисимовская  | 19 216 836 003 | 1490       | 43                                 | 12                                 | 162325 | 60°37′01″ с. ш. 42°42′41″ в. д. |
| деревня Анциферовская | 19 216 836 004 | 1491       | 45,6                               | 14,6                               | 162325 | 60°40′33″ с. ш. 42°40′22″ в. д. |
| деревня Бирючевская   | 19 216 836 005 | 1492       | 47,5                               | 16,5                               | 162325 | 60°34′45″ с. ш. 42°38′22″ в. д. |
| деревня Боярская      | 19 216 836 006 | 1493       | 50                                 | 1                                  | 162325 | 60°33′45″ с. ш. 42°37′15″ в. д. |
| деревня Ворониха      | 19 216 836 007 | 1494       | 40                                 | 9                                  | 162323 | 60°38′08″ с. ш. 42°40′33″ в. д. |
| деревня Гнилужская    | 19 216 836 008 | 1495       | 49,5                               | 0,5                                | 162325 | 60°33′49″ с. ш. 42°38′00″ в. д. |
| деревня Елисеевская   | 19 216 836 001 | 1488       | 49                                 | —                                  | 162325 | 60°34′01″ с. ш. 42°37′15″ в. д. |
| деревня Захаровская   | 19 216 836 009 | 1496       | 43,5                               | 12,5                               | 162325 | 60°37′01″ с. ш. 42°42′12″ в. д. |
| деревня Ивановская    | 19 216 836 010 | 1497       | 49,5                               | 0,5                                | 162325 | 60°34′15″ с. ш. 42°37′30″ в. д. |
| деревня Козевская     | 19 216 836 011 | 1498       | 44,5                               | 13,5                               | 162325 | 60°36′35″ с. ш. 42°42′05″ в. д. |
| деревня Кузнецовская  | 19 216 836 012 | 1499       | 45                                 | 14                                 | 162325 | 60°40′09″ с. ш. 42°39′38″ в. д. |
| деревня Матвеевская   | 19 216 836 013 | 1500       | 44,5                               | 13,5                               | 162325 |                                 |
| деревня Мухинская     | 19 216 836 014 | 1501       | 45                                 | 14                                 | 162325 | 60°40′26″ с. ш. 42°40′57″ в. д. |
| деревня Оринодоры     | 19 216 836 015 | 1502       | 57                                 | 15,5                               | 162325 | 60°27′47″ с. ш. 42°31′41″ в. д. |
| деревня Осташевская   | 19 216 836 016 | 1503       | 41                                 | 8                                  | 162325 | 60°37′50″ с. ш. 42°40′52″ в. д. |
| посёлок Рогна         | 19 216 836 018 | 1505       | 52                                 | 10,5                               | 162324 | 60°29′39″ с. ш. 42°35′01″ в. д. |
| деревня Ряполовская   | 19 216 836 017 | 1504       | 45                                 | 5,5                                | 162325 | 60°35′32″ с. ш. 42°40′09″ в. д. |
| деревня Савинская     | 19 216 836 019 | 1506       | 45,6                               | 14,6                               | 162325 | 60°36′21″ с. ш. 42°42′21″ в. д. |
| деревня Сакулинская   | 19 216 836 020 | 1507       | 42                                 | 11                                 | 162325 | 60°38′04″ с. ш. 42°41′26″ в. д. |
| деревня Сафроновская  | 19 216 836 021 | 1508       | 42,4                               | 11,4                               | 162325 | 60°38′56″ с. ш. 42°40′36″ в. д. |
| деревня Секушинская   | 19 216 836 022 | 1509       | 44                                 | 13                                 | 162325 | 60°40′09″ с. ш. 42°39′57″ в. д. |
| деревня Студенцово    | 19 216 836 023 | 1510       | 56                                 | 8                                  | 162325 | 60°30′17″ с. ш. 42°37′01″ в. д. |
| деревня Харитоновская | 19 216 836 024 | 1511       | 57                                 | 9                                  | 162325 | 60°38′36″ с. ш. 42°41′50″ в. д. |